# Tambu
Tambu, del 1995, è il nono album in studio dei Toto pubblicato dalla Sony Records.

## Il disco
Tambu è il primo album in studio con Simon Phillips alla batteria e percussioni. Il singolo apripista, I Will Remember, diventerà disco d'oro in Europa e Giappone. Simon Phillips però avrà dei problemi di salute e non potrà prendere parte alla prima fase del tour promozionale, venendo temporaneamente sostituito da Gregg Bissonette.
Blackeye è disponibile solo come b-side del singolo I Will Remember, e nella versione nordamericana e giapponese di Tambu.

## Tracce
1. Gift of Faith (S. Lukather, D. Paich, S. Lynch) - Voce: Steve Lukather - 7:23
2. I Will Remember (S. Lukather, S. Lynch) - Voce: Steve Lukather - 6:06
3. Slipped Away (S. Lukather, D. Paich, M. Porcaro, S. Phillips, S. Lynch) - Voce: Steve Lukather - 5:16
4. If You Belong to Me (S. Lukather, D. Paich, S. Lynch) - Voce: Steve Lukather - 5:03
5. Baby He's Your Man (S. Lukather, D. Paich, S. Garret) - Voce: Steve Lukather & Jenny Douglas-McRae - 5:40
6. The Other End of Time (S. Lukather, R. Goodroom) - Voce: Steve Lukather - 5:04
7. The Turning Point (S. Lukather, M. Porcaro, S. Phillips, D. Paich, S. Lynch) - Voce: Steve Lukather, Jenny Douglas-McRae & David Paich - 5:25
8. Time Is the Enemy (S. Lukather, D. Paich, F. Waybill) - Voce: Steve Lukather - 5:40
9. Drag Him to the Roof (S. Lukather, D. Paich, S. Lynch) - Voce: David Paich, Steve Lukather, John James & Jenny Douglas-McRae - 6:10
10. Just Can Get to You (S. Lukather, D. Paich, G. Ballard) - Voce: Steve Lukather - 5:03
11. Dave's Gone Skiing (S. Lukather, M. Porcaro, S. Phillips) - (strumentale) - 4:59
12. The Road Goes On (S. Lukather, D. Paich, G. Ballard) - Voce: Steve Lukather - 4:26
13. Blackeye (S. Lukather, D. Paich, J. Douglas-McRae) - Voce: Jenny Douglas-McRae - 3:52

## Formazione
- David Paich - tastiera, voce
- Steve Lukather - chitarra, tastiera, voce principale
- Mike Porcaro - basso
- Simon Phillips - batteria, loops, percussioni

### Altri musicisti
- Jenny Douglas-McRae - voce
- John James - voce